# Danny Murphy
Daniel Benjamin ("Danny") Murphy (Chester, 18 maart 1977) is een Engels voormalig betaald voetballer en huidig analist voor BBC. Hij speelde als middenvelder meer dan 400 wedstrijden in de Premier League. Na zijn actieve carrière werd Murphy voetbalanalist voor het BBC-programma Match of the Day.

## Clubcarrière
Murphy was een middenvelder en speelde sinds 2012 voor Blackburn Rovers FC, waar hij in juni 2012 een contract voor 2 jaar tekende. Murphy's profcarrière begon bij Liverpool. Voor £2,5 miljoen verhuisde hij op 10 augustus 2004 naar Charlton Athletic en anderhalf jaar later voor £2 miljoen naar de Spurs. Vervolgens ging hij van de Spurs naar Fulham waar hij tot een vaste waarde uitgroeide.
Murphy begon in de jeugdopleiding van Crewe Alexandra. Hij tekende een contract bij Liverpool, maar brak daar niet meteen door. Hij werd uitgeleend aan zijn oude club en na een succesvolle periode daar ook op Anfield vaker in de basis opgesteld.
Op 31 januari 2006 verhuisde Murphy voor 2 miljoen pond naar Tottenham Hotspur. Hij speelde er sporadisch in de nog resterende wedstrijden van het seizoen. Zijn eerste doelpunt maakte hij in de met 2-1 gewonnen wedstrijd tegen Portsmouth op 1 oktober 2006. De bal lag al na 39 seconden in het net. In het seizoen 2007/2008 speelde Murphy bij Fulham, waar hij wel tot een vaste waarde uitgroeide.
In juni 2012 werd bekend dat Murphy een contract tekent voor het uit de Premier League gedegradeerde Blackburn Rovers FC. Sinds de zomer van 2013 zat hij zonder club en op 10 oktober kondigde hij aan gestopt te zijn als voetballer.

## Interlandcarrière
Onder leiding van bondscoach Howard Wilkinson nam Murphy in 2000 met Engeland U21 deel aan het Europees kampioenschap in Slowakije. Murphy is negenvoudig international voor het Engelse nationale A-elftal en scoorde één keer. Hij zou deel uitmaken van het team op het WK van 2002, maar moest afhaken vanwege een blessure aan zijn middenvoetsbeen.

## Trivia
- Murphy is getrouwd met actrice Joanna Taylor, met wie hij dochter Mya Eve Murphy kreeg.
- Zijn favoriete rugnummer is 13, dat hij bij zowel Liverpool,Fulham, Charlton als Tottenham kreeg.

## Erelijst
- Football League Cup: 2001, 2003
- FA Cup: 2001
- UEFA Cup: 2001
- Charity Shield: 2001
- Europese Supercup: 2001